# Bisi Silva
Bisi Silva, née Olabisi Obafunke Silva le 29 mai 1962, morte le 12 février 2019, est une commissaire d'exposition nigériane. Elle fonde et dirige le Centre pour l'art contemporain (Centre for Contemporary Art ou CCA) de Lagos qui ouvre au public en décembre 2007.

## Biographie
Née en 1962, son père, Emmanuel Afolabi Silva, est avocat et sa mère, Charlotte Olamide Williams, est fonctionnaire de la Compagnie des chemins de fer nigérian. Diplômée de l'Université de Dijon en France, elle effectue des études en commissariat d'art contemporain au Royal College of Art de Londres, avec un diplôme obtenu en 1996. Sa thèse de maîtrise porte sur la marginalisation des artistes noirs dans les expositions en Angleterre. Elle revient ensuite en 2002 s'installer à Lagos, au Nigeria, en 1999,.
Elle se donne pour objectif de changer la façon dont l'art africain contemporain est perçu dans le monde, et de développer l'éducation artistique en Afrique. « Les institutions gouvernementales sont moribondes et il n'y a pas de place pour les jeunes artistes intéressés à expérimenter d'autres médias que la peinture et la sculpture », constate-t-elle. Elle fonde avec ses propres moyens, un Centre d'art contemporain (Centre for Contemporary Art ou CCA) dans cette ville de Lagos, inauguré en décembre 2007, et en devient la directrice artistique. Le CCA Lagos promeut la recherche, met en place un centre de documentation et organise des expositions liées à l'art contemporain en Afrique et à l'étranger. Au CCA, à Lagos, elle est commissaire de nombreuses expositions. Elle fonde également l'école d'art Asiko, qui se décrit comme étant «en même temps atelier d'art, résidence et académie d'art».
Elle est co-commissaire de plusieurs expositions, intervenant pour différents organismes dans le monde. Notamment, en 2006, elle est l'une des commissaires de la Biennale de Dakar au Sénégal. Elle est également commissaire de Contact Zone : Contemporary Art from West and North Africa en octobre 2007 et d'une exposition intitulée Telling ... Contemporary Finnish photography, à la septième Rencontres africaines de la photographie à Bamako en novembre 2007. Elle est co-commissaire de la deuxième Biennale d'art contemporain de Thessalonique, en Grèce, Praxis : Art in Times of Uncertainty, en septembre 2009. Elle est aussi co-commissaire d'une exposition du photographe J. D. 'Okhai Ojeikere : Moments of Beauty, au musée d'art contemporain Kiasma, à Helsinki d'avril à novembre 2011. Elle est commissaire d'exposition pour The Progress of Love, une collaboration transcontinentale à travers plusieurs lieux aux États-Unis et au Nigeria d'octobre 2012 à janvier 2013, où elle promeut des artistes telles que Valérie Oka, Jelili Atiku, Wura-Natasha Ogunji, Temitayo Ogunbiyi, Zanele Muholi, Andrew Esiebo et Adaora Nwandu,.
En 2012, Bisi Silva monte l'exposition Like A Virgin. Cette exposition présente les œuvres de Lucy Azubuike et de Zanele Muholi qui traitent les questions de genre. L’exposition s’attire des éloges et des critiques.
En 2015, elle est la directrice artistique des 10e Rencontres africaines de la photographie, à Bamako, relançant cette manifestation,. Elle fait partie du jury de la 55e Biennale de Venise.
Elle écrit également sur l'art contemporain pour différentes revues, dont Art Monthly, Untitled, Third Text, M Metropolis, Agufon et pour des journaux nigérians tels que This Day. Elle participe à la rédaction du rapport annuel faisant référence sur l'art africain : le Global Africa Art Market Report. Elle est membre du comité de rédaction de n.paradoxa, revue d'art internationale féministe. Elle publie un numéro consacré aux artistes d’Afrique et de la diaspora en 2013, sur les questions de genre.
L'actrice Joke Silva est sa sœur.
Silva est morte en février 2019 à Lagos, au Nigeria, à l'âge de 56 ans, après avoir lutté durant quatre ans contre un cancer du sein,.

## Expositions organisées ou co-organisées (sélection)
- 2002 : Like a virgin, CCA, à Lagos.
- 2006 : Dak'Art, Biennale de Dakar, au Sénégal[9].
- 2007 :
  - Fela, Ghariokwu Lemi and The Art of the Album Cover, CCA, à Lagos.
  - Contact Zone: Contemporary Art from West and North Africa, au Musée national du Mali.
  - Telling... Contemporary Finnish photography, aux Rencontres africaines de la photographie à Bamako.
- 2008 :
  - George Osodi, Paradise Lost: Revisiting the Niger Delta, CCA, à Lagos.
  - Ndidi Dike, Waka-into-bondage: The Last ¾ Mile, CCA, à Lagos.
- 2009 :
  - In the Light of Play, Durban Art Gallery, et Johannesburg Art Fair
  - Chance Encounters, Seven Contemporary Artists from Africa, Sakshi Gallery, à Mumbai en Inde, et Sakshi Gallery, à Taipei (Taiwan).
  - Like A Virgin ..., Lucy Azubuike (NIG) and Zanele Muholi (SA), CCA, à Lagos
  - Praxis: Art in Times of Uncertainty, deuxième Biennale d'art contemporain de Thessalonique, en Grèce[9].
  - Maputo: A tale of One City, deuxième Biennale d'art contemporain de Thessalonique, en Grèce.
- 2011 : Moments of Beauty, au musée d'art contemporain Kiasma, à Helsinki[1].
- 2012-2013 : The Progress of Love, CCA, à Lagos, Menil Collection à Houston, et fondation Pulitzer pour les arts à Saint-Louis[5]
- 2015 : Direction artistique des 10e Rencontres africaines de la photographie, à Bamako[8].